# Gastgericht
Ein Gastgericht (niederländisch gastding, dänisch giesteting, auch Fremdengericht oder Kaufgericht genannt) war ein mittelalterliches Rechtsinstitut, das Rechtsstreitigkeiten zwischen Ortsansässigen und Gästen (besonders Handelsleute) zu entscheiden hatte. Bei Vorliegen entsprechender Fälle konnte es sich schnell versammeln und die von Fremden wider Einheimische vorgebrachten Klagen kurz und summarisch untersuchen und entscheiden. Dies war besonders bei Auseinandersetzungen mit Kaufleuten notwendig, da sich diese nicht übermäßig lange an einem Ort aufhalten und einen üblichen Gerichtstag abwarten konnten. Es kann als Teil des Gastrechts angesehen werden, das eine gewisse Stärkung des Rechts von Gästen bedeutete.
Gastgerichte waren zwischen dem 14. und 18. Jahrhundert in den Ländern Deutschlands, Österreichs und der Schweiz üblich. Nach dem Gerichtsbrief der Stadt München von 1540 – ein solches Gericht wurde vermutlich bereits um 1390 geschaffen – wurde das Gastgericht jeden Mittwoch zur Marktzeit abgehalten. Der eingesetzte Unterrichter war in einer Person Vorsitzender, Urteilsfinder und Schreiber. In Amberg wurde vom Rat der Stadt ein Gastgericht eingerichtet, weil die vielen Handelsleute nicht warten konnten, bis das normale Stadtgericht, das alle 14 Tage oder alle vier Wochen abgehalten wurde, tagte.
An manchen Orten, z. B. in Leipzig wegen der Messe, haben diese Gerichte nebst einer Ausdehnung auf alle Handelssachen den Namen der Handelsgerichte bekommen.